# Vriesea vidalii
Vriesea vidalii är en gräsväxtart som beskrevs av Lyman Bradford Smith och Osvaldo Handro. Vriesea vidalii ingår i släktet Vriesea och familjen Bromeliaceae. Inga underarter finns listade i Catalogue of Life.